# マックス・ビアッジ

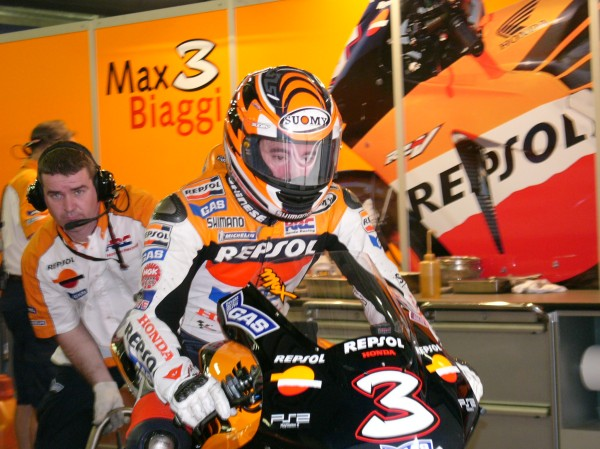
2005年 レプソル・ホンダ在籍時

マッシミリアーノ・"マックス"・ビアッジ（Massimiliano "Max" Biaggi、1971年6月26日 - ） は、イタリア・ローマ出身の元オートバイレーサー。
ロードレース世界選手権250ccクラスでは1994年から1997年まで4年連続でチャンピオンを獲得、最高峰500ccクラス・MotoGPクラスでは年間ランキング2位を3度記録した。2007年からはスーパーバイク世界選手権に活動の場を移し、2010年には同選手権でイタリア人初となるチャンピオンに輝く。
2012年には同選手権で2度目の世界チャンピオンを獲得し、その後に引退を表明した。
ニックネームは「イル・コルサーロ（海賊）」、「ローマ皇帝」など。

## 経歴

### 125cc
ローマ生まれのビアッジは幼少からサッカー好きで、地元のASローマサポーターとして育ち、プレイすることを夢見ていた。しかし1989年、17歳の誕生日プレゼントにオートバイを与えられるとレース参戦を始め、翌1990年には125ccのイタリアスポーツプロダクション選手権のチャンピオンとなった。

### 250cc
1991年、ビアッジは250ccクラスにステップアップしてアプリリア・RSV250を駆り、ヨーロッパ選手権のチャンピオンとなった。またシーズン後半にはロードレース世界選手権250ccクラスに4戦スポット参戦し、2レースで入賞してシリーズランキング27位を記録した。
翌1992年シーズンには、テルコール・バレージ・アプリリアチームからピエールフランチェスコ・キリのチームメイトとしてロードレース世界選手権250ccクラスにフル参戦デビューを果たした。最終戦南アフリカGPで初優勝を果たし、シリーズ5位を記録した。
1993年にはアーヴ・カネモト率いるロスマンズ・カネモト・ホンダチームに移籍し、青木宣篤のチームメイトとしてホンダ・NSR250を駆った。ビアッジは第8戦ヨーロッパGPで1勝を挙げ、シリーズ4位に成績を伸ばした。
1994年より、ビアッジはアプリリアのワークス・チームであるチェスターフィールド・アプリリアチームに移籍。原田哲也、岡田忠之、ロリス・カピロッシ、ラルフ・ウォルドマンらライバルに競り勝ち、1996年までの3年連続でチャンピオンに輝いた。
1997年はカネモト・ホンダチームに復帰。この年もビアッジはウォルドマン・原田との激しいチャンピオン争いを制しクラス4連覇を達成、アプリリアだけではなくホンダでもその強さを見せつけた。

### 500cc
そして1998年、マールボロ・カネモト・ホンダチームからNSR500を駆って最高峰500ccクラスにデビューを果たしたビアッジは、開幕戦日本GPでいきなりポール・トゥ・ウィンを遂げた。同クラスデビューウィンは1973年のヤーノ・サーリネン以来の快挙となった。その後第10戦チェコGPで2勝目を挙げ、年間ランキングではこの年5連覇を達成したミック・ドゥーハンに次ぐ2位でルーキーイヤーを終えた。
1999年からはヤマハ・ワークスに移籍、YZR500にマシンを乗り換えた。1999年は年間1勝でシリーズ4位、2000年は2勝でシリーズ3位を記録した。そして500ccクラスの最終年度となった2001年には3勝を挙げ、ナストロ・アズーロ・ホンダチームのバレンティーノ・ロッシに次ぐシリーズ2位となった。

### MotoGP
2002年、最高峰クラスは4ストローク990ccマシン主体のMotoGPクラスに改編となった。ビアッジは新たに開発されたYZR-M1を駆り、第10戦チェコGP、第14戦マレーシアGPとシーズン2勝、2年連続でロッシに次ぐシリーズ2位を記録した。
4年間在籍したヤマハワークスを去り、2003年にはホンダのサテライトチームであるキャメル・ホンダ・ポンスチームに移籍。ロッシと同じRC211Vを手に入れたビアッジだったが、ロッシとセテ・ジベルナウによるチャンピオン争いには加われず、2勝でシリーズ3位に終わった。
翌2004年はロッシがヤマハに移籍したが、ビアッジは第11戦ポルトガルGP、第12戦日本GPと2戦連続リタイヤを喫したことでチャンピオン争いから脱落し、この年もロッシ、ジベルナウに続くシリーズ3位（シーズン1勝）に終わった。
2005年にはワークスのレプソル・ホンダに移籍、ニッキー・ヘイデンのチームメイトを務めることになった。テクニカルディレクターにはかつての盟友アーヴ・カネモトが就く体制となり、ビアッジは有力なチャンピオン候補に挙げられた。しかし結局この年は1勝も挙げることは叶わず、表彰台もわずか4回の獲得に留まってシリーズランキング5位に沈んだ。
翌2006年シーズンに向けて、ワークスホンダのシートはルーキーのダニ・ペドロサに奪われたため、ビアッジはスポンサーのキャメルを後ろ盾にホンダサテライト、カワサキ、スズキと交渉をおこなった。さらに2006年1月にはミッドランドF1のテスト走行をおこなったが、結局どのチームとも合意には至らず、1年間の休養を選択することとなった。
グランプリにフル参戦した13シーズンで、ビアッジは201戦連続出場を果たした。これはバレンティーノ・ロッシが1996年から2010年にかけて達成した230戦に次ぐ歴代2位の記録である。

### スーパーバイク世界選手権
2006年シーズンに向けて、ビアッジはスーパーバイク世界選手権（SBK）におけるスズキのワークス・チームであるコロナ・アルスターと交渉をおこなったが、既にライダーとして決定しているトロイ・コーサー（2005年チャンピオン）、加賀山就臣の2人と同スペックの3台目のマシンを用意することが保証されなかったため、契約は見送られていた。そしてその1年後、ビアッジはコーサーと入れ替わる形でアルスター入りし、GSX-R1000を駆って2007年シーズンを戦うこととなった。

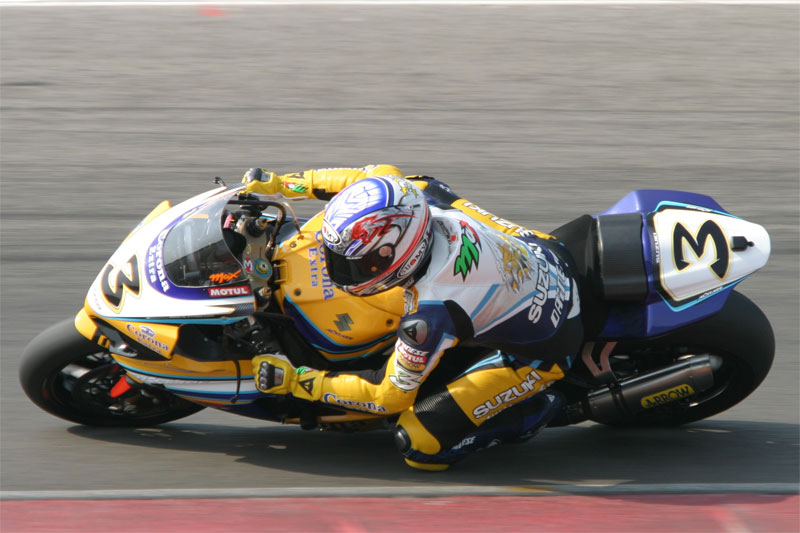
2007年 SBKアッセン

ビアッジは開幕戦ロサイルのレース1でいきなり勝利を遂げた。SBKデビューウィンは史上5人目、GP500ccクラスとSBKの両方でデビューウィンを果たしたのは史上初のこととなった。その後第9戦ブルノで2勝目、第12戦バレルンガで3勝目を挙げ、ビアッジはジェームス・トスランド（ホンダ）、芳賀紀行（ヤマハ）に次ぐシリーズランキング3位でルーキーイヤーを終えた。
このシーズンの終わり、アルスターはメインスポンサーのコロナを失い、高給のビアッジを手放さざるを得なくなってしまった。2008年シーズン、ビアッジはグレシーニ・レーシングと交渉し、契約間近というところまでになったが、HRCが横やりを入れて、破談にさせたことで、ステリルガルダ・ゴーイレブンチームに移籍し、プライベーター仕様のドゥカティ・1098RSを駆ることとなった。勝利を挙げることは出来なかったものの7度表彰台に立ち、チームメイトのルーベン・チャウスとワークスドゥカティのミッシェル・ファブリツィオを上回る年間ランキング7位を記録した。
2009年は、8年ぶりに選手権に復帰したアプリリア・ワークスに移籍した。これはビアッジにとって250cc時代以来13年ぶりのアプリリア復帰となった。チームメイトはMotoGPから移ってきた中野真矢が務めた。ビアッジは第2戦ロサイルでレース1・2とも表彰台（3位）に立ち、第10戦ブルノではアプリリアにSBK復帰後初優勝をもたらした。この年のシリーズランキングでは4位を記録した。
2010年もチームに残留、ルーキーのレオン・キャミアをチームメイトに、メインスポンサーにアリタリアが就いたニューカラーのRSV4を駆ることとなった。第2戦ポルティマオ、第5戦地元モンツァとレース1・2ダブルウィンを遂げてポイントリーダーのレオン・ハスラムを猛追。3度目のダブルウィンとなった第7戦ソルトレークを終えて、ハスラムを逆転しランキングトップに立った。その後も第8戦ミサノで4度目のダブルウィンを遂げるなどチャンピオンシップをリードし続け、第12戦イモラでタイトルが確定。ビアッジはイタリア人初のスーパーバイク世界チャンピオンに輝いた。またこれはアプリリアにとっても初のSBK制覇となった。

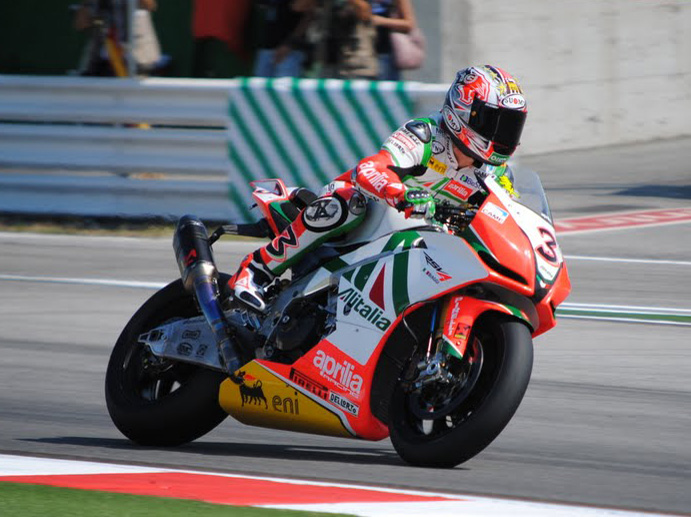
2010年 SBKミサノ

2010年10月、ビアッジはアプリリアと2シーズンの契約更改をおこないスーパーバイク世界選手権に継続参戦し、2011年は途中欠場もありシーズン3位に終わったが、2012年はトム・サイクスと最終戦レース2まで熾烈なポイント争いを繰り広げ、わずか0.5ポイント差で最高齢記録となる2度目のSBK制覇を果たし、その直後に引退を発表した。

## 人物

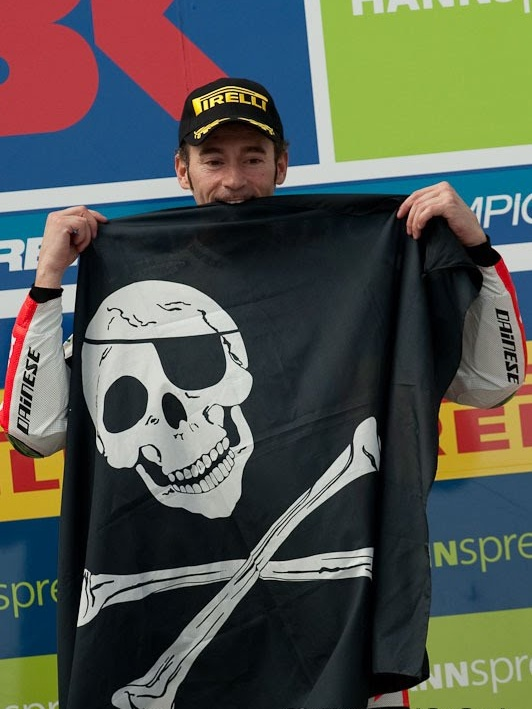
2010年 SBKソルトレイク

気難しい性格の持ち主であるビアッジは報道陣、チームスタッフや他のライダーたちと軋轢を生むことが多く、「ローマ皇帝」、「マッドマックス」等と称される。他ライダーとの関係の中では同国人のバレンティーノ・ロッシとの対立が最も有名であり、2003年公開のMotoGPドキュメンタリー映画「ファスター」でもビアッジ vs ロッシの構図が大きく取り上げられている。
1997年、ビアッジはスーパーモデルのナオミ・キャンベルと付き合っているのではという噂が流れた。これをロッシがからかって、その後のレースで勝利した後に「クラウディア・シファー」と書かれた金髪のダッチワイフを背負ってウィニングランをおこなってみせた。
2001年の開幕戦鈴鹿では、ホームストレートでビアッジがロッシを肘で押し出してコースアウトさせた。その後ロッシはビアッジをオーバーテイクすることに成功し、ビアッジに向けて中指を突き立ててみせた。第3戦ヘレスの決勝後には、ロッシがビアッジの顔を殴る騒動が起きた。この様子は「ファスター」にも音声が収録されている。
第6戦のカタルーニャではロッシに次ぐ2位となり、表彰台の上で口論を繰り広げた。
2006年1月、ビアッジは上述のとおりミッドランドF1のテストを行ったが、その翌月にはロッシもフェラーリF1のテストを行った。両者ともウェットコンディションの中の走行となったが、ロッシがスピンを喫した一方、ビアッジは問題なくテストをこなした。ビアッジは「今回は自分が勝った」「ロッシにスピンしない方法を教えてやれる」等とプレスに語った。
ビアッジは2002年のミス・イタリアであるエレオノーラ・ペドロンと長年連れ添っており、2009年9月には二人の間に長女が、2010年12月には長男が誕生した。

## 主なレース戦績

### ロードレース世界選手権
- 凡例
- ボールド体のレースはポールポジション、イタリック体のレースはファステストラップを記録。

| 年     | クラス | マシン     | 1       | 2      | 3       | 4       | 5       | 6       | 7       | 8       | 9       | 10      | 11      | 12      | 13      | 14      | 15      | 16     | 17    | 順位 | ポイント |
| ------ | ------ | ---------- | ------- | ------ | ------- | ------- | ------- | ------- | ------- | ------- | ------- | ------- | ------- | ------- | ------- | ------- | ------- | ------ | ----- | ---- | -------- |
| 1991年 | 250cc  | アプリリア | JPN     | AUS    | USA     | SPA     | ITA     | GER     | AUT     | EUR Ret | NED     | FRA 13  | GBR Ret | RSM 12  | CZE     | VDM     | MAL     |        |       | 27位 | 7        |
| 1992年 | 250cc  | アプリリア | JPN Ret | AUS 8  | MAL Ret | SPA 10  | ITA 3   | EUR 3   | GER 2   | NED Ret | HUN Ret | FRA DNS | GBR Ret | BRA 2   | RSA 1   |         |         |        |       | 5位  | 78       |
| 1993年 | 250cc  | ホンダ     | AUS 3   | MAL 17 | JPN Ret | SPA 2   | AUT 5   | GER 4   | NED Ret | EUR 1   | RSM 5   | GBR 6   | CZE 2   | ITA Ret | USA Ret | FIM 3   |         |        |       | 4位  | 142      |
| 1994年 | 250cc  | アプリリア | AUS 1   | MAL 1  | JPN 4   | SPA Ret | AUT 2   | GER 2   | NED 1   | ITA Ret | FRA 3   | GBR Ret | CZE 1   | USA 2   | ARG 2   | EUR 1   |         |        |       | 1位  | 234      |
| 1995年 | 250cc  | アプリリア | AUS 3   | MAL 1  | JPN 9   | SPA 2   | GER 1   | ITA 1   | NED 1   | FRA 2   | GBR 1   | CZE 1   | BRA 2   | ARG 1   | EUR 1   |         |         |        |       | 1位  | 283      |
| 1996年 | 250cc  | アプリリア | MAL 1   | INA 2  | JPN 1   | SPA 1   | ITA 1   | FRA 1   | NED 3   | GER 4   | GBR 1   | AUT Ret | CZE 1   | IMO Ret | CAT 1   | BRA Ret | AUS 1   |        |       | 1位  | 274      |
| 1997年 | 250cc  | ホンダ     | MAL 1   | JPN 7  | SPA 3   | ITA 1   | AUT 3   | FRA 2   | NED DSQ | IMO 1   | GER 4   | BRA 5   | GBR Ret | CZE 1   | CAT 2   | INA 1   | AUS 2   |        |       | 1位  | 250      |
| 1998年 | 500cc  | ホンダ     | JPN 1   | MAL 3  | SPA 3   | ITA 2   | FRA 5   | MAD 6   | NED 2   | GBR 6   | GER 2   | CZE 1   | IMO 3   | CAT DSQ | AUS 8   | ARG 5   |         |        |       | 2位  | 208      |
| 1999年 | 500cc  | ヤマハ     | MAL Ret | JPN 9  | SPA 2   | FRA Ret | ITA 2   | CAT Ret | NED 5   | GBR 4   | GER Ret | CZE 4   | IMO 3   | VAL 7   | AUS 2   | RSA 1   | BRA 2   | ARG 2  |       | 4位  | 194      |
| 2000年 | 500cc  | ヤマハ     | RSA Ret | MAL 4  | JPN Ret | SPA Ret | FRA Ret | ITA 9   | CAT 5   | NED 4   | GBR 9   | GER 4   | CZE 1   | POR 4   | VAL 3   | BRA 5   | PAC 3   | AUS 1  |       | 3位  | 170      |
| 2001年 | 500cc  | ヤマハ     | JPN 3   | RSA 8  | SPA 11  | FRA 1   | ITA 3   | CAT 2   | NED 1   | GBR 2   | GER 1   | CZE 10  | POR 5   | VAL 10  | PAC Ret | AUS 2   | MAL Ret | BRA 3  |       | 2位  | 219      |
| 2002年 | MotoGP | ヤマハ     | JPN Ret | RSA 9  | SPA DSQ | FRA 3   | ITA 2   | CAT 4   | NED 4   | GBR 2   | GER 2   | CZE 1   | POR 6   | BRA 2   | PAC Ret | MAL 1   | AUS 6   | VAL 3  |       | 2位  | 215      |
| 2003年 | MotoGP | ホンダ     | JPN 2   | RSA 3  | SPA 2   | FRA 5   | ITA 3   | CAT 14  | NED 2   | GBR 1   | GER Ret | CZE 5   | POR 2   | BRA 4   | PAC 1   | MAL 3   | AUS 17  | VAL 4  |       | 3位  | 228      |
| 2004年 | MotoGP | ホンダ     | RSA 2   | SPA 2  | FRA 3   | ITA 3   | CAT 8   | NED 4   | BRA 2   | GER 1   | GBR 12  | CZE 3   | POR Ret | JPN Ret | QAT 6   | MAL 2   | AUS 7   | VAL 2  |       | 3位  | 217      |
| 2005年 | MotoGP | ホンダ     | SPA 7   | POR 3  | CHN 5   | FRA 5   | ITA 2   | CAT 6   | NED 6   | USA 4   | GBR Ret | GER 4   | CZE 3   | JPN 2   | MAL 6   | QAT Ret | AUS Ret | TUR 12 | VAL 6 | 5位  | 173      |

### スーパーバイク世界選手権
- 凡例
- ボールド体のレースはポールポジション、イタリック体のレースはファステストラップを記録。

| 年     | マシン             | 1      | 1      | 2       | 2       | 3      | 3     | 4      | 4       | 5       | 5       | 6     | 6     | 7      | 7     | 8       | 8      | 9      | 9      | 10      | 10      | 11    | 11      | 12     | 12      | 13    | 13    | 14      | 14     | 順位 | ポイント | 参照   |
| 年     | マシン             | R1     | R2     | R1      | R2      | R1     | R2    | R1     | R2      | R1      | R2      | R1    | R2    | R1     | R2    | R1      | R2     | R1     | R2     | R1      | R2      | R1    | R2      | R1     | R2      | R1    | R2    | R1      | R2     | 順位 | ポイント | 参照   |
| ------ | ------------------ | ------ | ------ | ------- | ------- | ------ | ----- | ------ | ------- | ------- | ------- | ----- | ----- | ------ | ----- | ------- | ------ | ------ | ------ | ------- | ------- | ----- | ------- | ------ | ------- | ----- | ----- | ------- | ------ | ---- | -------- | ------ |
| 2007年 | スズキ・GSX-R1000  | QAT 1  | QAT 2  | AUS 3   | AUS 4   | EUR 3  | EUR 2 | SPA 8  | SPA 2   | NED 6   | NED 3   | ITA 3 | ITA 5 | GBR 6  | GBR C | SMR Ret | SMR 3  | CZE 2  | CZE 1  | GBR 3   | GBR 8   | GER 2 | GER 3   | ITA 1  | ITA 2   | FRA 6 | FRA 2 |         |        | 3位  | 397      |        |
| 2008年 | ドゥカティ・1098RS | QAT 2  | QAT 3  | AUS Ret | AUS Ret | SPA 16 | SPA 8 | NED 10 | NED 12  | ITA 5   | ITA Ret | USA 9 | USA 4 | GER 13 | GER 7 | SMR Ret | SMR 2  | CZE 4  | CZE 3  | GBR 3   | GBR 12  | EUR 3 | EUR 6   | ITA 2  | ITA Ret | FRA 4 | FRA 6 | POR Ret | POR 13 | 7位  | 238      | [ 21 ] |
| 2009年 | アプリリア・RSV4   | AUS 11 | AUS 15 | QAT 3   | QAT 3   | SPA 8  | SPA 8 | NED 5  | NED Ret | ITA 11  | ITA 5   | RSA 5 | RSA 5 | USA 6  | USA 4 | SMR 13  | SMR 10 | GBR 2  | GBR 21 | CZE 1   | CZE 2   | GER 5 | GER 4   | ITA 2  | ITA 4   | FRA 3 | FRA 2 | POR 3   | POR 6  | 4位  | 319      | [ 22 ] |
| 2010年 | アプリリア・RSV4   | AUS 5  | AUS 8  | POR 1   | POR 1   | SPA 2  | SPA 3 | NED 6  | NED 4   | ITA 1   | ITA 1   | RSA 4 | RSA 3 | USA 1  | USA 1 | SMR 1   | SMR 1  | CZE 2  | CZE 1  | GBR 5   | GBR 6   | GER 4 | GER 5   | ITA 11 | ITA 5   | FRA 4 | FRA 1 |         |        | 1位  | 451      | [ 23 ] |
| 2011年 | アプリリア・RSV4   | AUS 2  | AUS 2  | EUR 7   | EUR DSQ | NED 2  | NED 2 | ITA 2  | ITA 8   | USA Ret | USA 3   | SMR 2 | SMR 2 | SPA 2  | SPA 1 | CZE 2   | CZE 1  | GBR 11 | GBR 4  | GER DNS | GER DNS | ITA   | ITA     | FRA    | FRA     | POR 4 | POR 7 |         |        | 3位  | 303      |        |
| 2012年 | アププリア・RSV4   | AUS 1  | AUS 2  | ITA 4   | ITA 4   | NED 4  | NED 8 | ITA C  | ITA 5   | EUR 5   | EUR 2   | USA 3 | USA 3 | SMR 1  | SMR 1 | SPA 1   | SPA 4  | CZE 6  | CZE 4  | GBR Ret | GBR 11  | RUS 3 | RUS Ret | GER 1  | GER 13  | POR 4 | POR 3 | FRA Ret | FRA 5  | 1位  | 358      |        |
| 2015年 | アププリア・RSV4   | AUS    | AUS    | THA     | THA     | SPA    | SPA   | NED    | NED     | ITA     | ITA     | GBR   | GBR   | POR    | POR   | SMR 6   | SMR 6  | USA    | USA    | MAL 3   | MAL Ret | SPA   | SPA     | FRA    | FRA     | QAT   | QAT   |         |        | 20位 | 36       |        |